# Bryan Helmer
Bryan Barry Helmer (* 15. Juli 1972 in Sault Ste. Marie, Ontario) ist ein ehemaliger kanadischer Eishockeyspieler und -trainer sowie derzeitiger -funktionär, der im Verlauf seiner aktiven Karriere zwischen 1989 und 2013 unter anderem 1.275 Spiele in der American Hockey League (AHL) auf der Position des Verteidigers bestritten hat. Helmer gewann dort insgesamt dreimal den Calder Cup und wurde im Jahr 2017 in die AHL Hall of Fame aufgenommen. Darüber hinaus absolvierte er weitere 152 Partien für die Phoenix Coyotes, St. Louis Blues, Vancouver Canucks und Washington Capitals in der National Hockey League (NHL). Seit dem Sommer 2014 ist Helmer in der Organisation der Hershey Bears tätig und seit 2016 in der Funktion des Vice President of Hockey Operations angestellt.

## Karriere
Bryan Helmer spielte während seiner Juniorenzeit von 1989 bis 1993 in den unterklassigen kanadischen Juniorenligen. Obwohl er in dieser Zeit nur sechs Spiele in der Ontario Hockey League (OHL) für die Belleville Bulls bestritten hatte, wurde der ungedrafete Verteidiger vor Beginn der Saison 1993/94 von den Albany River Rats, für die er von 1993 bis 1998 insgesamt fünf Jahre lang in der American Hockey League spielte, verpflichtet. Zwar war er am 10. Juli 1994 von den New Jersey Devils aus der National Hockey League (NHL) als Free Agent verpflichtet worden, allerdings spielte er nie für das Franchise. Mit den Albany River Rats gewann er derweil am Ende der Spielzeit 1994/95 den Calder Cup.
Am 17. Juli 1998 nahmen ihn die Phoenix Coyotes ebenfalls als Free Agent unter Vertrag. Bereits am 19. Dezember desselben Jahres wurde er wegen einer Überschreitung der Gehaltsobergrenze (salary cap) über die Waiver-Liste an die St. Louis Blues abgegeben. Nach zwei Jahren in St. Louis, wo er hauptsächlich für deren AHL-Kooperationspartner Worcester IceCats gespielt hatte, erhielt der Verteidiger einen Vertrag bei den Vancouver Canucks. Für Vancouver spielte er in der Spielzeit 2002/03 das erste und einzige Mal in den Playoffs um den Stanley Cup. Im Tausch für Martin Grenier wurde der Kanadier am 25. Juli 2003 an seinen Ex-Klub Phoenix Coyotes abgegeben. Da er sich im Trainingslager eine Schulterverletzung zuzog, verpasste er den Großteil der Saison 2003/04. Im Sommer 2004 wurde Helmer von den Detroit Red Wings verpflichtet. Während des Lockouts in der NHL-Saison 2004/05 spielte er für deren Farmteam aus der AHL, die Grand Rapids Griffins. Dort war der Kanadier auch nach Wiederaufnahme des NHL-Spielbetrieb aktiv. Nachdem er in seinen zwei Jahren in Detroit nie für deren NHL-Team gespielt hatte, wurde der Verteidiger im Sommer 2006 zum bereits dritten Mal von den Phoenix Coyotes verpflichtet. Die folgenden beiden Jahre spielte er jedoch erneut ausschließlich in der AHL für deren Farmteam, die San Antonio Rampage.
Im Sommer 2008 unterschrieb Helmer einen Vertrag beim Farmteam der Washington Capitals, den Hershey Bears aus der AHL. Nachdem er die Saison 2008/09 bei den Bears begonnen hatte, wurde er am 28. November 2008 aufgrund mehrerer schwerer Verletzungen von den Capitals verpflichtet und aus dem Team der Hershey Bears abberufen. In den Spielzeiten 2008/09 und 2009/10 gewann er mit den Bears abermals den Calder Cup. Anschließend wurde sein Vertrag bei den Capitals allerdings nicht verlängert. Im Januar 2011 unterschrieb er einen Kontrakt bei den Oklahoma City Barons. Wenige Tage später erzielte er drei Punkte beim 7:2-Sieg gegen die Peoria Rivermen und brach den vier Jahre alten Rekord für die meisten Scorerpunkte eines Abwehrspielers, den zuvor John Slaney gehalten hatte. In seinem 986. Spiel der regulären Saison in der American Hockey League erreichte Helmer seinen 520. Scorerpunkt und übertraf somit Slaney, der es in der AHL auf 519 Punkte in 631 Spielen der regulären Saison gebracht hatte. Noch vor Saisonende 2010/11 erreichte Helmer einen weiteren Meilenstein in seiner Karriere und bestritt als erst siebter Spieler der Historie sein 1000. AHL-Spiel in der regulären Saison. Er beendete seine aktive Karriere schließlich nach 1116 Spielen in der regulären Saison am Ende der Saison 2012/13, die er bei den Springfield Falcons verbracht hatte, wenige Tage nach seinem 41. Geburtstag.
Helmer begann nach seinem Rücktritt als Assistenztrainer zu arbeiten und verbrachte die Saison 2013/14 in dieser Funktion bei den Peterborough Petes in der OHL. Nach nur einem Jahr wechselte er allerdings in die Organisation der Hershey Bears, wo er in gleicher Position zwei Jahre bis zum Sommer 2016 tätig war. Anschließend wurde er zum Vice President of Hockey Operations befördert. Im Jahr 2017 wurde der Kanadier in die AHL Hall of Fame aufgenommen.

## Erfolge und Auszeichnungen
| - 1995 Calder-Cup-Gewinn mit den Albany River Rats - 1998 AHL First All-Star Team - 2006 AHL Second All-Star Team - 2009 Teilnahme am AHL All-Star Classic | - 2009 Calder-Cup-Gewinn mit den Hershey Bears - 2010 Calder-Cup-Gewinn mit den Hershey Bears - 2011 Fred T. Hunt Memorial Award - 2017 Aufnahme in die AHL Hall of Fame |

## Karrierestatistik
(Legende zur Spielerstatistik: Sp oder GP = absolvierte Spiele; T oder G = erzielte Tore; V oder A = erzielte Assists; Pkt oder Pts = erzielte Scorerpunkte; SM oder PIM = erhaltene Strafminuten; +/− = Plus/Minus-Bilanz; PP = erzielte Überzahltore; SH = erzielte Unterzahltore; GW = erzielte Siegtore; 1 Play-downs/Relegation; Kursiv: Statistik nicht vollständig)